# Martin Schieck
Martin Schieck – niemiecki historyk, doktor nauk historycznych, muzealnik i publicysta. Dyrektor Museum Viadrina we Frankfurcie nad Odrą, sekretarz Towarzystwa Historycznego w tym samym mieście. Autor publikacji na temat historii Frankfurtu nad Odrą, w tym na temat historii prawobrzeżnej dzielnicy Dammvorstadt, czyli dzisiejszych Słubic.

## Publikacje (wybór)
- Die schulgeschichtliche Sammlung und Ausstellung im Museum Viadrina, w: Historischer Verein zu Frankfurt (Oder), Heft 2/2008.
- Frankfurt (Oder) und Polen (1918/19 bis 1929): Studien zur revanchistischen Polenpolitik des deutschen Imperialismus, 1987.
- Ein Beitrag zur Geschichte des jüdischen Buchdrucks in Frankfurt (Oder): womit zur Eröffnung der Ausstellung Alma Mater Viadrina 1506 - 1811, Geschichte der ersten brandenburgischen Landesuniversität, eingeladen wird, Stadt Frankfurt (Oder), 1994.
- Eine neue (alte) Gedenktafel für Eduard von Simson, w: Historischer Verein zu Frankfurt (Oder), Heft 2/1993.
- OGELA - Ostmarkschau für Gewerbe und Landwirtschaft vom 14. bis 22. Juni 1924 in Frankfurt (Oder), w: Historischer Verein zu Frankfurt (Oder), Heft 2/1994.
- Universität und Landeskinder, w: Historischer Verein zu Frankfurt (Oder), Heft 1/1994.